# EPIC DAY
《EPIC DAY》是日本摇滚组合B'z的的第十九张录音室专辑。2015年3月4日由VERMILLION RECORDS于日本发行。

## 簡介
與上一張專輯《C'mon》相隔3年零7個月的新作，為B'z相隔最久發行的錄音室專輯。。
本專輯會分四種版本發售（普通版、首次發行限量版、LIVE-GYM 2015版和黑膠唱片版）。
最終銷量約29.4萬張。

## 曲目
CD
SIDE A
1. Las Vegas 【4:05】
2. 有頂天 【4:03】
3. Exit To The Sun 【4:55】
4. NO EXCUSE 【4:03】
5. 難以言喻（アマリニモ）【4:30】

SIDE B
1. EPIC DAY
2. Classmate 【4:30】
3. Black Coffee 【3:43】
4. 不在意你的日子（君を気にしない日など） 【4:31】
5. Man Of The Match 【4:13】

DVD （首批发行限量版）
收錄了2012年10月25日在大阪城Hall舉行「B'z LIVE-GYM 2012 -Into Free- EXTRA」演唱會的影像。
1. Love Bomb
2. GO FOR IT, BABY -記憶的山脈-
3. Ultra Soul
4. Splash
5. Brighter Day
6. Easy Come, Easy Go!
7. MOTEL
8. 想再吻一次
9. 愛人啊Good Night...
10. ZERO
11. 看不見的力量 ～INVISIBLE ONE～
12. 心願
13. Into Free -Dangan-
14. Juice
15. IT'S SHOWTIME!!
16. 衝動
17. Home
18. HEAT
19. BLOWIN'

## 制作人员
- 松本孝弘：吉他、全曲作曲、編曲
- 稻叶浩志：主唱、全曲作詞、編曲
- 大賀好修：編曲(#1.2.4.5.6.8.10)
- 寺地秀行：編曲(#1-3.7.9)
- Shane Gaalaas：鼓(#1-6.8-10)
- 山木秀夫：鼓(#7)
- Barry Sparks：貝斯(#1-6.8-10)
- 美久月千晴：貝斯(#7)
- 小野塚晃：鋼琴·風琴(#5)
- 増田隆宣：風琴(#6)
- 勝田一樹：薩斯風(#1)
- 佐佐木史郎：喇叭(#1)
- 遠山拓志：喇叭(#1)
- 五十嵐誠：長號(#1)
- 堂山敦史：號角(#7)
- 小瀧綾：雙簧管(#7)
- 石川寛子：弦樂器(#3.7)
- 杉山麻衣子：弦樂器(#9)
- Lime Ladies Orchestra：弦樂器(#3.7.9)